# Pallavolo Reggio Emilia 2000-2001
Questa voce raccoglie le informazioni riguardanti la Pallavolo Reggio Emilia nelle competizioni ufficiali della stagione 2000-2001.

## Organigramma societario
Area direttiva
- Presidente: Silvano Ferraroni

Area tecnica
- Allenatore: Maurizio Ruggiero (fino al 15 ottobre 2000), Ricardo Maldonado (dal 20 ottobre 2000)
- Allenatore in seconda: Davide Baraldi

Area sanitaria
- Medico: Giambattista Camurri, William Giglioli
- Fisioterapista: Adriano Casali, Vasco De Pietri

## Rosa
| N° | Nome             | Ruolo | Data di nascita   | Nazionalità sportiva |
| -- | ---------------- | ----- | ----------------- | -------------------- |
| 1  | Makare Desilets  | C     | 26 giugno 1976    | Stati Uniti          |
| 3  | Eva Stepanciková | P     | 11 dicembre 1972  | Rep. Ceca            |
| 4  | Mira Golubović   | C     | 15 ottobre 1976   | Serbia e Montenegro  |
| 6  | Sara Motta       | S     | 6 maggio 1980     | Italia               |
| 7  | Chiara Navarrini | P     | 2 marzo 1976      | Italia               |
| 8  | Emma Zanolla     | S     | 21 gennaio 1982   | Italia               |
| 10 | Valerie Sterk    | C     | -                 | Stati Uniti          |
| 10 | Alessia Torri    | L     | 3 ottobre 1975    | Italia               |
| 11 | Emilija Pašova   | C     | 23 settembre 1966 | Bulgaria             |
| 12 | Jelena Nikolić   | S     | 13 aprile [982    | Serbia e Montenegro  |
| 15 | Anna Bo          | L     | 5 marzo 1974      | Italia               |
| 16 | Therese Crawford | S     | 26 agosto 1976    | Stati Uniti          |
| 18 | Luciana Merlotti | P     | 24 aprile 1976    | Italia               |